# 東京都立足立新田高等学校
東京都立足立新田高等学校（とうきょうとりつ あだちしんでんこうとうがっこう）は、東京都足立区新田に所在する東京都立高等学校。

## 概要
1979年に東京セロファン紙株式会社（現・三井化学東セロ株式会社）工場跡地に開校。学校名は「江南」となる予定であったが、地域住民の要望により「足立新田」が採用された。
以前は入試で定員割れが相次ぎ、また他校との対立抗争等で風紀が著しく荒廃し一時は中退率が5割を超えるなど学校全体としては惨憺たる状況であり、1997年に開始された都立高再編計画では他学区の底辺校同様に廃校を検討されていた。この状況を改善するために、1997年11月に校長に就任した鈴木高弘を中心として、大掛かりな改革を実施することとなった。その具体的な内容は以下の通りである。
- 分割後期募集の実施、一般入試においての面接導入などの入試改革。
- 3つの学系の設置（2年次以降に希望の学系を選択させる）。「スポーツ健康系」「福祉教養系」「情報ビジネス系」のいずれか1つに属し、選択した学系の科目群の中から興味のある科目や将来のために必要な科目を選択。また、現在では大学進学希望者に対しての支援も行われ、各学年につき1学級「進学特別クラス」を設置、受験対策の講習や勉強合宿を実施。
- 制服選択制の導入。

結果的に入試倍率は急上昇、中退率が大幅に減少した事で学校全体が落ち着きを取り戻した。それに伴い部活動も活性化し、都立高校では唯一の相撲部や、2年連続3度目となるインターハイ出場を決めた陸上競技部などが好成績を収めている。また野球部は2006年選手権大会東東京大会でベスト4、2007年・2008年はベスト8、2009年ベスト16、2010年ベスト8の実力を持っている。

## 沿革
- 1979年4月1日 - 東京都立足立新田高等学校として開校。学校群には組み込まれず、単独選抜制度導入。
- 1980年 - 新設校である大森東高校が校舎未完成の為、1年間、同居受け入れ。1・2階が足立新田高等学校、3階を大森東高等学校で使用した。
- 1982年 - グループ合同選抜制度導入、江北・足立・淵江・足立西・足立東・青井の各校と52グループを組む。
- 1994年 - 単独選抜導入。
- 2008年10月18日 - 創立30周年記念式典挙行。
- 2011年4月 - 校舎改修工事に伴い、仮設校舎にて授業開始。
- 2012年6月 - 校舎改修終了。

## 交通
出典 : 
電車
- 東京メトロ南北線王子神谷駅より徒歩12分

バス
| 運行事業者   | 乗車駅   | 系統             | 下車停留所               |
| ------------ | -------- | ---------------- | ------------------------ |
| 都営バス     | 北千住駅 | 王45             | 「新田三丁目」、徒歩2分  |
| 都営バス     | 王子駅   | 王57・王78       | 「北区神谷町」、徒歩10分 |
| 都営バス     | 王子駅   | 王41・王49・王55 | 「新田二丁目」、徒歩3分  |
| 国際興業バス | 赤羽駅   | 赤25             | 「新田二丁目」、徒歩3分  |
| 国際興業バス | 赤羽駅   | 赤26・赤27       | 「環七新田」、徒歩5分    |
| 国際興業バス | 上板橋駅 | 王54             | 「北区神谷町」、徒歩10分 |

## 著名な出身者
- 伊集院光（タレント。3年3学期に中退）
- 千代大龍秀政（大相撲力士。出身者初の関取。都立唯一の相撲部がある本校に進学し、高校総体でも活躍。第88代学生横綱）
- 秋吉亮（元東京ヤクルトスワローズ、北海道日本ハムファイターズ投手）
- 玉城峻吾（サッカー選手）
- 栃丸正典（大相撲力士。千代大龍に続く関取第2号）
- 栗原イブラヒム・ジュニア（サッカー選手）
- 鈴木バイダン（お笑い芸人）
- 羽出山将 (大相撲力士。2025年1月場所で十両に昇進)

## 著名な教職員・関係者
- 有馬信夫（同校硬式野球部監督）